# Karl Jüsten
Karl Jüsten (* 7. September 1961 in Bad Honnef) ist ein deutscher Priester der römisch-katholischen Kirche und seit dem Jahr 2000 Leiter des Kommissariats der deutschen Bischöfe – Katholisches Büro in Berlin.

## Werdegang
Jüsten studierte katholische Theologie in Freiburg, 
Innsbruck und Bonn und ist seitdem Mitglied der katholischen Studentenverbindungen KStV Rhenania Innsbruck und KStV Arminia Bonn im KV. Er empfing am 26. Juni 1987 die Priesterweihe und war dann drei Jahre Kaplan in den Kölner Stadtteilen Junkersdorf und Müngersdorf. Ab 1990 war er vier Jahre lang als Präfekt in der Priesterausbildung am Erzbischöflichen Priesterseminar in Köln tätig. 1996 beauftragte ihn der Erzbischof von Köln mit der Leitung der Abteilung Personaleinsatz Pastorale Dienste und der stellvertretenden Leitung der Hauptabteilung Seelsorge-Personal im Erzbischöflichen Generalvikariat des Erzbistums Köln. Nach weiteren Studien promovierte Jüsten 1999 an der Rheinischen Friedrich-Wilhelms-Universität Bonn mit einer Arbeit über Ethik und Ethos der Demokratie.

## Ämter und Ehrungen
Seit dem 1. März 2000 ist Jüsten Leiter des Kommissariats der deutschen Bischöfe - Katholisches Büro in Berlin. In dieser Eigenschaft ist er Vorsitzender der Katholischen Zentralstelle für Entwicklungshilfe e. V. (KZE) mit Sitz in Aachen, gemeinsam mit der Bevollmächtigten des Rates der Evangelischen Kirche in Deutschland Vorsitzender der Gemeinsamen Konferenz Kirche und Entwicklung und Mitglied in verschiedenen weiteren kirchlichen Gremien.
Jüsten ist Aufsichtsratsvorsitzender der Pax-Bank eG., Mitglied des Aufsichtsrates des Versicherungsvereins im Raum der Kirchen (VRK), Mitglied des Aufsichtsrates der Aachener Siedlungs- und Wohnungsgesellschaft in Köln, Mitglied im Kuratorium der Dohle Stiftungen, Mitglied im Zentralkomitee der deutschen Katholiken sowie Mitglied im Präsidium der Deutschen Gesellschaft für die Vereinten Nationen. Am 14. März 2014 wurde er zum Vorsitzenden des Rundfunkrates der Deutschen Welle gewählt.
Im Jahr 2000 wurde Jüsten durch Papst Johannes Paul II. zum Prälaten ernannt. 2005 wurde er von Bundespräsident Horst Köhler mit dem Bundesverdienstkreuz 1. Klasse ausgezeichnet.

## Trauergottesdienst für Guido Westerwelle
Am 2. April 2016 hielt Jüsten zusammen mit Prälat Martin Dutzmann den ökumenischen Trauergottesdienst für den verstorbenen Bundesaußenminister a. D. Guido Westerwelle in der Kölner Basilika St. Aposteln. Jüsten, der wie Westerwelle 1961 in Bad Honnef geboren wurde und ihn seit der gemeinsamen Kindheit gut kannte, hielt eine persönlich gehaltene Trauerrede und wandte sich dabei auch Westerwelles Lebenspartner Michael Mronz zu.

## Veröffentlichungen
- Ethik und Ethos der Demokratie, Schöningh, Paderborn 1999, ISBN 3-506-70243-2.
- „Suchet der Stadt Bestes“. Politikerbibel, hrsg. zusammen mit Stephan Reimers, Wittig, Kiel 2004, ISBN 3-8048-4486-3.
- „Suchet der Stadt Bestes“. Die neue Politikerbibel, hrsg. zusammen mit Stephan Reimers, Wittig, Kiel 2006, ISBN 3-8048-4492-8.
- Wir Nachbarn des Himmels: Erfahrungen und Begegnungen mit Karl Kardinal Lehmann. Zum 70. Geburtstag des Vorsitzenden der Deutschen Bischofskonferenz, hrsg. zusammen mit Hans Langendörfer, Freiburg 2006, ISBN 3-451-29069-3.